# Ceraphron vagans
Ceraphron vagans är en stekelart som beskrevs av Jean-Jacques Kieffer 1907. Ceraphron vagans ingår i släktet Ceraphron och familjen pysslingsteklar. Inga underarter finns listade i Catalogue of Life.